# Montorso Vicentino
Montorso Vicentino é uma comuna italiana da região do Vêneto, província de Vicenza, com cerca de 2.847 habitantes. Estende-se por uma área de 9 km², tendo uma densidade populacional de 316 hab/km². Faz fronteira com Arzignano, Montebello Vicentino, Montecchio Maggiore, Roncà (VR), Zermeghedo.